# U-78 (1940)
U-78 — niemiecki okręt podwodny typu VII C z okresu II wojny światowej. Zwodowany 7 grudnia 1940 roku okręt, wszedł do służby w 1941. Jednostka została zatopiona 16 kwietnia 1945 roku.

## Historia
Zamówienie na kolejny okręt podwodny typu VII C zostało złożone w stoczni Bremer Vulkan w Bremie 25 stycznia 1939. Rozpoczęcie budowy okrętu miało miejsce 28 marca 1940. Wodowanie nastąpiło 7 grudnia 1940, wejście do służby 15 lutego 1941. Po wejściu do służby jako jednostka szkolna wszedł w skład 23. Flotylli okrętów podwodnych stacjonującej w Gdyni. W Gdyni okręt stacjonował do 28 marca 1945. 1 marca 1945 wszedł w skład 4. Flotylli, w ramach której służył jako źródło energii elektrycznej dla wojsk lądowych w Pilawie. 16 kwietnia ostrzelany przez artylerię nacierających wojsk radzieckich i zatopiony przy nabrzeżu portowym. Podczas służby nie był przeznaczony do wykonywania patroli bojowych, w związku z czym nie zatopił żadnej wrogiej jednostki.

## Przebieg służby
- 15.02.1941-28.02.1945 – 22. Flotylla U-bootów w Gdyni/Wilhelmshaven (okręt szkolny)
- 01.03.1945-16.04.1945 – 4. Flotylla U-bootów w Szczecinie

### Dowódcy
15.02.1941-??.07.1941 – Kapitänleutnant (kapitan marynarki) Adolf Dumrese

??.07.1941-??.02.1942 – Oberleutnant zur See (porucznik marynarki) Kurt Makowski

??.02.1942-30.06.1942 – Kapitänleutnant (kapitan marynarki) Max Bernd Dieterich

01.07.1942-??.11.1942 – Kapitänleutnant (kapitan marynarki) Ernst Ziehm

??.11.1942-16.05.1943 – Kapitänleutnant (kapitan marynarki) Helmut Sommer

17.05.1943-26.11.1944 – Kapitänleutnant (kapitan marynarki) Wilhelm Eisele

27.11.1944-16.04.1945 – Oberleutnant zur See (porucznik marynarki) Horst Hübsch